# 1609
Năm 1609 (số La Mã: MDCIX) là một năm thường bắt đầu vào thứ năm trong lịch Gregory (hoặc một năm thường bắt đầu vào Chủ Nhật của lịch Julius chậm hơn 10 ngày).

## Sinh
- Henrietta Maria

## Mất
- 17 tháng 9 - Jehuda Löw ben Becalel, rabbi Do Thái giáo thành Praha (s.1512~1526)[1]